# Balthasar Cruyt
Balthazar Cruyt (Antwerpen, 10 maart 1591 - 15 december 1655) was een norbertijner monnik en proost in de 17de-eeuwse Zuidelijke Nederlanden. 

## Levensloop
Balthazar Cruyt werd op 10 maart 1591 geboren te Antwerpen. Hij trad in bij de Antwerpse Sint Michielsabdij en werd daar op 19 november 1614 tot priester gewijd.  
Na pastoor te zijn geweest in Merksplas en Meir werd hij in 1635 tot proost benoemd. Datzelfde jaar vertrok hij naar de zusters norbertinessen van priorij Sint-Catharinadal te Breda, waarvan proost Dionysius Mutsaerts was overleden te Antwerpen. Cruyt zette de hervormingen van zijn voorganger verder en werd er in 1639 als proost geïnstalleerd. 
Door problemen met de protestanten verplaatste Cruyt in 1647 het klooster naar Slotje De Blauwe Camer te Oosterhout. 
Balthazar Cruyt overleed op 15 december 1655.